# Kongsvinger
Kongsvinger este o comună din provincia Innlandet, Norvegia. În afară de orașul de reședință (Kongsvinger), comuna cuprinde și localitățile Austmarka, Brandval, Lundersæter, Roverud.